# Little Yarra River
Der Little Yarra River ist ein Nebenfluss des Yarra River im australischen Bundesstaat Victoria.

## Verlauf
Er entspringt in den Wäldern der Yarra Ranges bei The Bump in der Nähe von Powelltown. Nur wenige Kilometer östlich liegt die Quelle des Latrobe River. Der Little Yarra River fließt dann durch Bauernland und mündet bei Yarra Junction in den Yarra River.